# 올라 울스텐

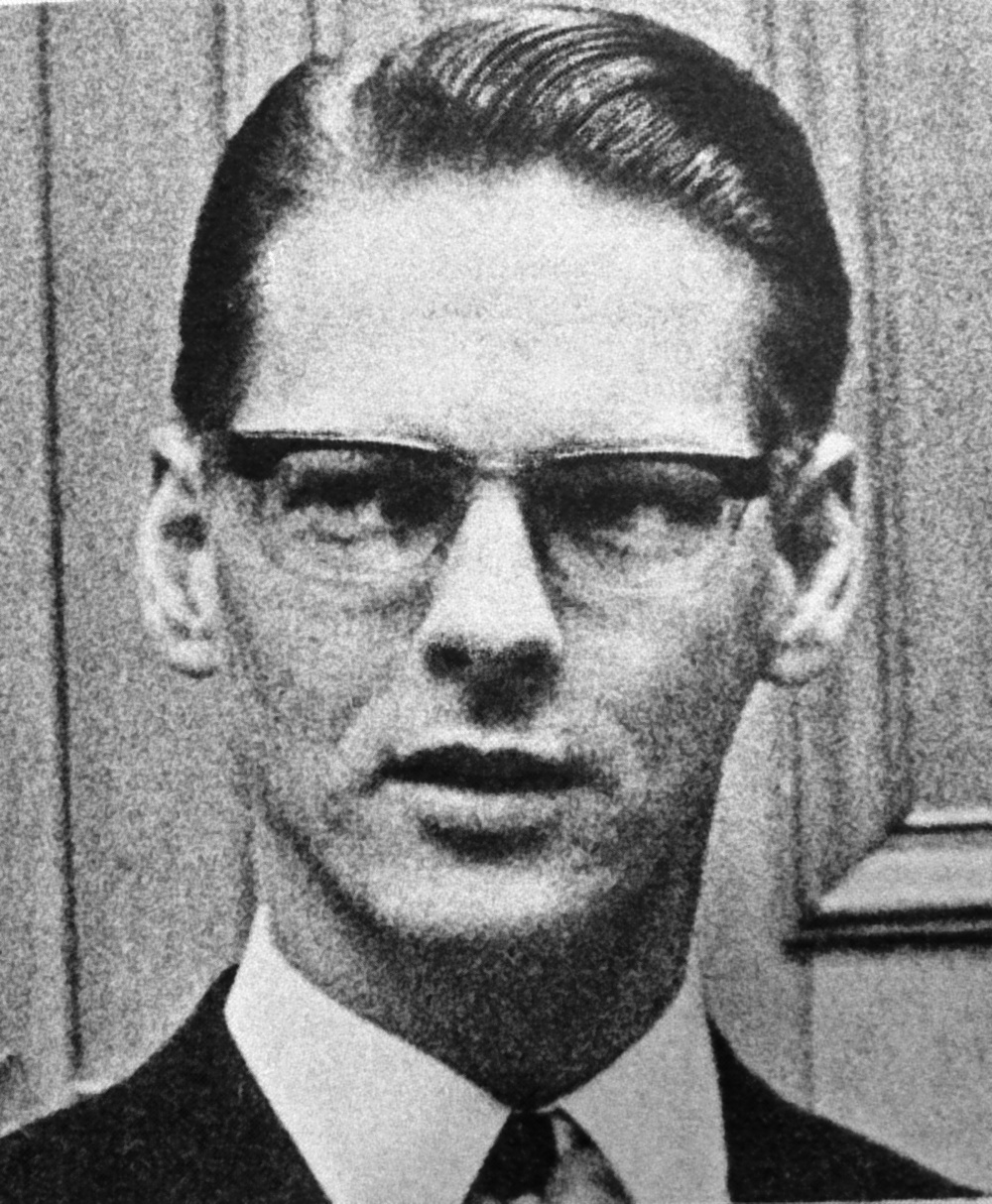
올라 울스텐

스티 셸 올로프 (올라) 울스텐 (Stig Kjell Olof (Ola) Ullsten, 1931년 6월 23일 ~ 2018년 5월 28일)는 스웨덴의 자유주의 성향 정치인으로, 1978년부터 1983년까지 스웨덴 자유인민당의 지도자, 1978년부터 1979년까지 스웨덴의 총리를 지냈다.
그 외에 스웨덴의 외무장관 (1976년~1978년, 1979년~1982년), 스웨덴의 부총리 (1978년, 1980년~1982년), 주 이탈리아 스웨덴 대사 (1989년~1995년) 등을 지냈다.